# Λ演算骑士团

λ演算骑士团（英語：Knights of the Lambda Calculus）是一个由LISP专家和Scheme黑客组成的的半虚构组织。这个名字指代的是Λ演算，一个由阿隆佐·邱奇创造的数学形式体系。此体系与LISP紧密相关，而λ演算骑士团之名称引用自圣殿骑士团。
其实并没有组织叫λ演算骑士团；它主要只在黑客文化内作为内部笑话而存在。这个概念可能起源自MIT（麻省理工学院）。例如，在《计算机程序的构造和解释》的视频讲座 （页面存档备份，存于）里, 傑拉德·傑伊·薩斯曼给听众介绍了个徽章，说他们现在是这个特殊组织的成员了。然而，根据黑客词典所述，一个“众所周知的LISP使用者”会收到有骑士团标志的徽章，而且一些人声称说他们有骑士团的会籍。

## 流行文化
一个叫“东方算法骑士团”的类本组织团体在一部日本动画系列剧集《玲音》中出现。一些麻省理工学院教授及其他美国杰出计算机科学家在此系列的第11集中被提及。在动画内的一个片段中，可以发现玲音的手持设备上似乎出现了以LISP编写的代码。